# 뉴욕 타임스 컴퍼니
뉴욕 타임스 컴퍼니(영어: The New York Times Company)는 미국의 미디어 기업이다. 〈뉴욕 타임스〉를 발행한다.